# Загульський Микола
Загульський Микола Павлович (1862–1935) — український селянин із Розважа, громадський і політичний діяч (член УНДП).

## Життєпис
У 1918—1919 роках делегат Української Національної Ради ЗУНР від Золочівщини. Батько, кажуть, з графського роду, проте виховував Миколу український дяк. Звідси його патріотизм і любов до східного обряду.
Діти — Володимир, Віктор, Михайло, Лев — усі були патріотами української держави. Найстарший син загинув в боротьбі за Україну 1916 року. Передчасно загинули в Золочівському замку й Михайло і Віктор (1941).
Лев Загульський вижив. Була така історія: на так звану «наукову конференцію» 22 червня були запрошені вчителі, бізнесмени, лікарі, юристи й священики (це була пастка). Загульський Лев також поспішав туди, та його зустрів молодий російський солдат й не пустив, нічого не пояснивши одразу. Так, Бог в особі того солдата врятував наймолодшого сина.